# Copa de l'AFC de futbol

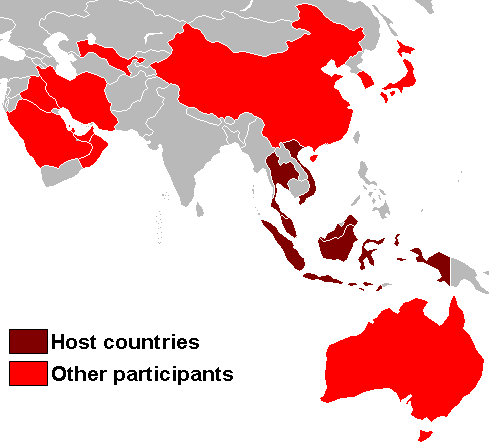
Participants en la Copa del 2007.

La Copa AFC és una competició internacional anual de futbol entre els països de la Confederació Asiàtica de Futbol (AFC).
Els equips que es classifiquen per aquesta competició són els països que es troben en progrés. Els països que són més sòlids participen en la AFC Champions League i els països que acaben de "emergir" participen en la Copa AFC del president.
El vigent campió és Shabab Al-Ordun. Van guanyar a l'Al-Faysali en doble partit(0-1,1-1). Al-Faysali va guanyar aquesta competició el 2006 i 2005.

## Països participants
Clubs de les següents 15 associacions prenen part a la competició.
- Un equip dels següents països  Índia,  Singapur,  Tailàndia,  Vietnam.
- Dos equips dels següents països  Síria,  Kuwait,  Jordània,  Bahrain,  Oman,  Iraq,  Líban,  Iemen,  Maldives,  Hong Kong,  Malàisia.
- 6 perdedors dels playoffs de la Lliga de Campions de l'AFC.

## Historial
| Any  | Equip local                                                                          | Marcador | Equip visitant  | Estadi                       | Seu             |
| ---- | ------------------------------------------------------------------------------------ | -------- | --------------- | ---------------------------- | --------------- |
| 2004 | Al-Wahda                                                                             | 2-3      | Al-Jaish        | Estadi Abbasiyyin            | Damasc, Síria   |
| 2004 | Al-Jaish                                                                             | 0-1      | Al-Wahda        | Estadi Abbasiyyin            | Damasc, Síria   |
| 2004 | Agregat 3-3, Al-Jaish guanyà per la regla del valor doble dels gols en camp contrari |          |                 |                              |                 |
| 2005 | Al-Faisaly                                                                           | 1-0      | Al-Nejmeh       | Estadi Internacional d'Amman | Amman, Jordània |
| 2005 | Al-Nejmeh                                                                            | 2-3      | Al-Faisaly      | Estadi Al Manara             | Beirut, Líban   |
| 2005 | Al-Faisaly guanyà 4-2 en el temps afegit                                             |          |                 |                              |                 |
| 2006 | Al-Faisaly                                                                           | 3-0      | Muharraq        | Estadi Internacional d'Amman | Amman, Jordània |
| 2006 | Muharraq                                                                             | 4-2      | Al-Faisaly      | Estadi Nacional de Bahrain   | Riffa, Bahrain  |
| 2006 | Al-Faisaly guanyà 5-4 en el temps afegit                                             |          |                 |                              |                 |
| 2007 | Al-Faisaly                                                                           | 0-1      | Shabab Al-Ordan | Estadi Internacional d'Amman | Amman, Jordània |
| 2007 | Shabab Al-Ordan                                                                      | 1-1      | Al-Faisaly      | Estadi Internacional d'Amman | Amman, Jordània |
| 2007 | Shabab Al-Ordan guanyà 2-1 en el temps afegit                                        |          |                 |                              |                 |
| 2008 | Muharraq                                                                             | 5-1      | Safa            | Estadi Nacional de Bahrain   | Riffa, Bahrain  |
| 2008 | Safa                                                                                 | 4-5      | Muharraq        | Estadi Camille Chamoun       | Beirut, Líban   |
| 2008 | Muharraq guanyà 10-5 en el temps afegit                                              |          |                 |                              |                 |